# نادي المريميين الشانفيل الرياضي
نادي المريميين الشانفيل الرياضي هو ناد رياضي لبناني يشتهر بفريقه لكرة السلة، ينافس في دوري كرة السلة اللبناني، وفاز بلقب الدوري اللبناني لأول مرة في موسم 2011-2012، وهو لكلية المريميين الشانفيل في ديك المحدي، وهي مدرسة مشهورة في لبنان، ولكن لديها إدارتها المستقلة الخاصة بها. يقع الفريق داخل المجمع الرياضي للمدرسة.
حقق نادي الشانفيل 2011-2012 لقبه الأول بعد فوزه على نادي أنيبال زحلة 63-57 في الشوط الرابع 4، حيث فاز في المباراة بنتيجة 3-1. يرأس النادي حاليًا إيلي حرفوش، ويدرب الفريق غسان سركيس.

## مراكزه في الدوري اللبناني لكرة السلة
| - 1998- الدرجة الثانية - 1999-المركز الثامن في الدرجة الأولى من الدوري - 2000-المركز الثالث - 2001-المركز الثالث - 2002-المركز الثاني - 2005-المركز الخامس | - 2006-المركز الرابع - 2007-المركز الثالث - 2008-المركز الخامس - 2009-المركز الرابع - 2010-المركز الثاني - 2011-المركز الثاني | - 2012-المركز الأول - 2013-المركز الرابع - 2014-المركز الثامن - 2015-المركز الثالث - 2016-المركز التاسع - 2017-المركز السادس |

## البطولات
حصل نادي المريميين الشانفيل الرياضي على العديد من البطولات، وهي:
- دوري كرة السلة اللبناني مرة واحدة في موسم 2011-2012.[4]
- كأس لبنان لكرة السلة مرتين في أعوام 2004، 2010.[4]
- كأس السوبر اللبناني لكرة السلة مرة واحدة سنة 2011.
- بطولة غرب آسيا لكرة السلة مرة واحدة عام 2013.[4]
- بطولة دبي الدولية لكرة السلة مرة واحدة عام 2004.
- بطولة الشارقة الدولية لكرة السلة مرة واحدة عام 2010.[4]
- وصل للدور نصف النهائي من الدوري اللبناني لكرة السلة في أعوام 2002، 2006، 2007.
- وصل للدور نصف النهائي من كأس لبنان لكرة السلة عام 2012.
- وصل للدور النهائي من الدوري اللبناني لكرة السلة في أعوام 2004، 2010، 2011.
- وصل للدور النهائي من كأس لبنان لكرة السلة عام 2008.
- المركز الثاني في الدوري اللبناني في أعوام 2010، 2011.
- وصل للدور نصف النهائي في بطولة الأندية العربية عام 2011.

## وصلات خارجية
- نادي المريميين الشانفيل الرياضي، asia-basket.com

قالب:دوري كرة السلة اللبناني